# Limbach (Gemeinde Strengberg)
Limbach ist eine Ortschaft und eine Katastralgemeinde der Gemeinde Strengberg im Bezirk Amstetten in Niederösterreich.

## Geschichte
Laut Adressbuch von Österreich waren im Jahr 1938 in Limbach ein Binder, ein Landmaschinenhändler, ein Müller und ein Sägewerk ansässig.

## Siedlungsentwicklung
Zum Jahreswechsel 1979/1980 befanden sich in der Katastralgemeinde Limbach insgesamt 92 Bauflächen mit 51207 m² und 165 Gärten auf 497695 m², 1989/1990 waren es 93 Bauflächen. 1999/2000 war die Zahl der Bauflächen auf 167 angewachsen und 2009/2010 waren es 195 Gebäude auf 362 Bauflächen.

## Landwirtschaft
Die Katastralgemeinde ist landwirtschaftlich und zu geringem Teil auch forstwirtschaftlich geprägt. 381 Hektar wurden zum Jahreswechsel 1979/1980 landwirtschaftlich genutzt und 106 Hektar waren forstwirtschaftlich geführte Waldflächen. 1999/2000 wurde auf 419 Hektar Landwirtschaft betrieben und 107 Hektar waren als forstwirtschaftlich genutzte Flächen ausgewiesen. Ende 2018 waren 387 Hektar als landwirtschaftliche Flächen genutzt und Forstwirtschaft wurde auf 124 Hektar betrieben. Die durchschnittliche Bodenklimazahl von Limbach beträgt 40,1 (Stand 2010).

## Sehenswürdigkeiten
- Schloss Achleiten bei Limbach

## Persönlichkeiten
- Jaromír von Škoda, Bruder des Gründers der Škodawerke, Emil von Škoda, erwarb 1894 Schloss Achleiten